# Nousseviller-lès-Bitche
Nousseviller-lès-Bitche – miejscowość i gmina we Francji, w regionie Grand Est, w departamencie Mozela.
Według danych na rok 1990 gminę zamieszkiwało 141 osób, a gęstość zaludnienia wynosiła 29 osób/km² (wśród 2335 gmin Lotaryngii Nousseviller-lès-Bitche plasuje się na 904. miejscu pod względem liczby ludności, natomiast pod względem powierzchni na miejscu 1023.).